# Branche horizontale

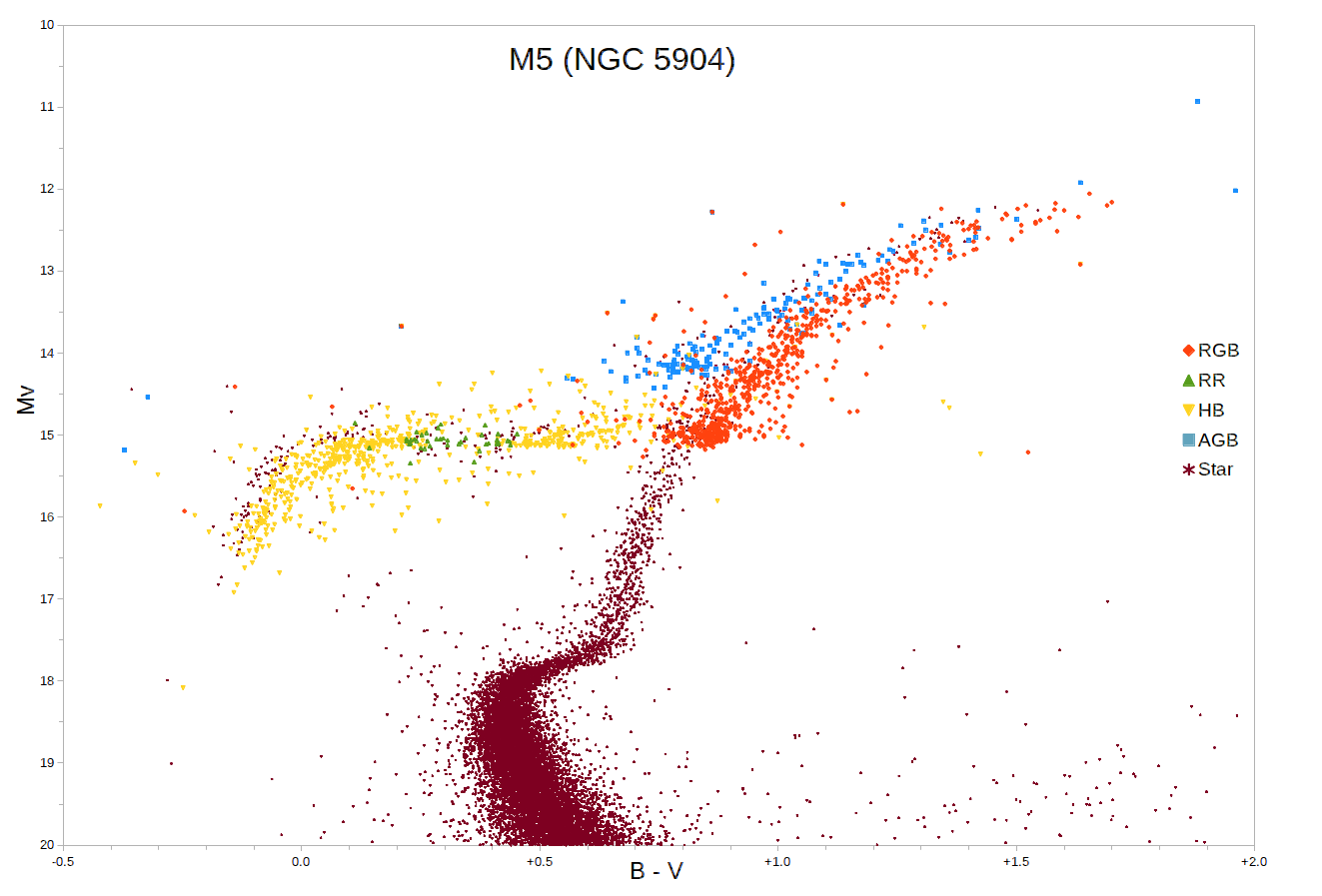
Diagramme de Hertzsprung–Russell de l'amas globulaire M5, avec les étoiles de la branche horizontale marquées en jaune, les étoiles variables de type RR Lyrae en vert et certaines des étoiles plus lumineuses de la branche des géantes rouges en rouge.

La branche horizontale est une zone du diagramme de Hertzsprung-Russell relative à un stade de l'évolution stellaire suivant immédiatement celui de la branche des géantes rouges après le flash de l'hélium. Elle concerne les étoiles ayant une masse du même ordre que celle du Soleil, dont la luminosité a crû et la température superficielle a décru régulièrement lors de l'ascension de la branche des géantes avant de brutalement changer de direction sur le diagramme HR à la suite du flash de l'hélium : à ce stade, ces étoiles ont une luminosité relativement constante alors que leur température superficielle augmente progressivement, ce qui se traduit par un parcours horizontal vers la gauche sur le diagramme HR.
Ces étoiles tirent leur énergie d'une part de la fusion de l'hélium en carbone 12 par réaction triple-alpha au cœur de l'étoile et d'autre part de la fusion de l'hydrogène par réaction proton-proton — et cycle CNO pour les étoiles plus massives — dans une enveloppe autour du cœur.
Il s'agit typiquement d'étoiles de population II, donc âgées et de faible métallicité. Les étoiles de population I, plus jeunes, plus massives et à métallicité plus élevée, n'empruntent pas la branche horizontale après le flash de l'hélium mais tendent plutôt à se regrouper dans le red clump, qui est en quelque sorte le pendant à métallicité élevée de la branche horizontale.